# Flxible
The FLxible Go. (произносится "flexible") был американским производителем мотоциклетных колясок, похоронных машин, машин скорой помощи, междугородних автобусов и транзитных автобусов транзита, базирующимся в американском штате Огайо. Он был основан в 1913 году и закрыт в 1996 году. В период 1953—1970 годов производство компании перешло от шоссейных автобусов и другой продукции к транзитным автобусам, и в последующие годы Flxible была одним из крупнейших производителей транзитных автобусов в Северной Америке.

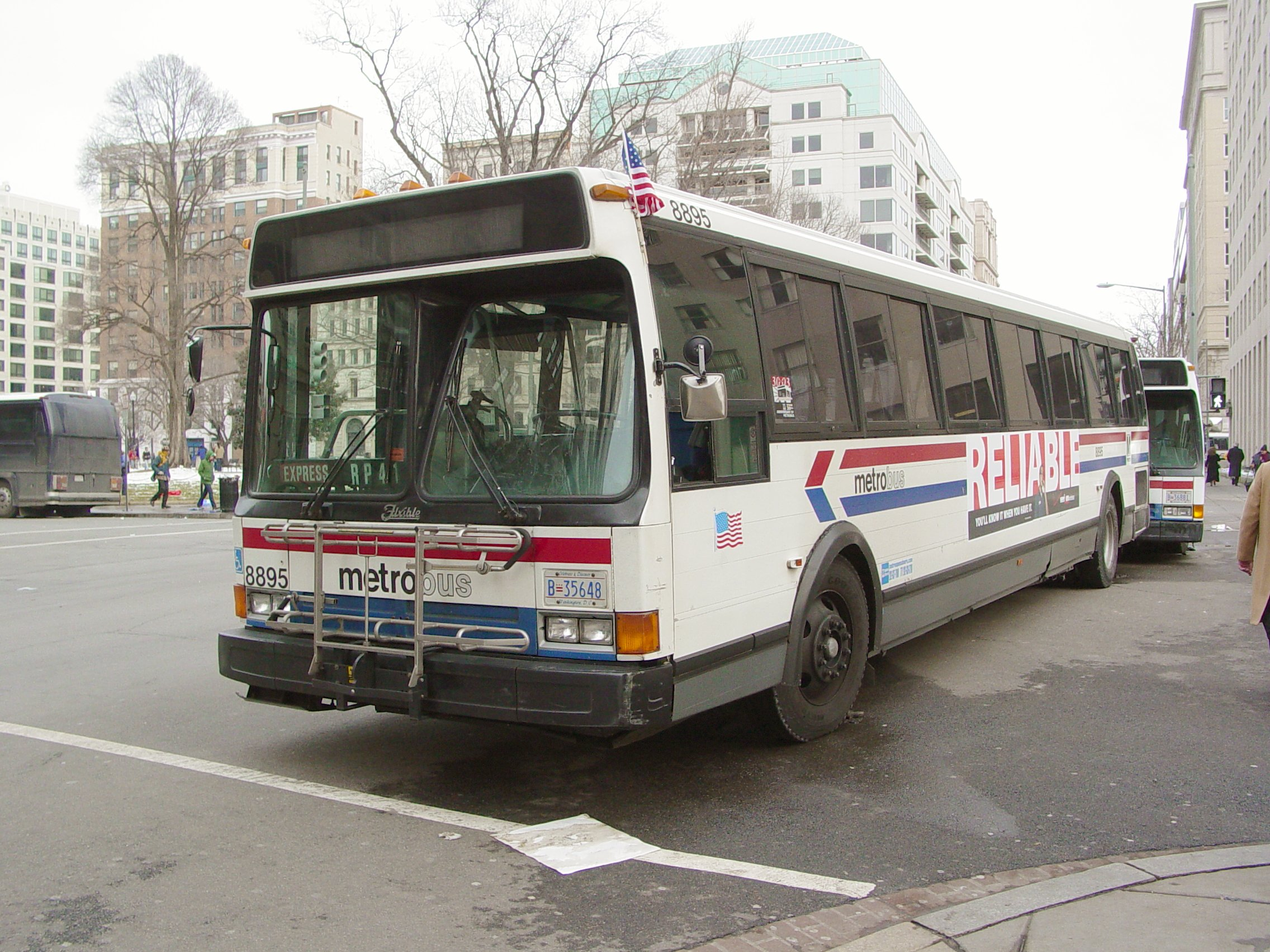
Подвижной состав Metro-A 1987 года выпуска, принадлежащий WMATA Metrobus, припаркованный в Вашингтоне, Колумбия

## История
В 1913 году Хьюго Х. Янг и Карл Ф. Дадте основали компанию Flexible Side Car Company в Лаудонвилле, штат Огайо, для производства мотоциклетных колясок с гибким креплением к мотоциклу. Гибкое крепление позволяло коляске наклоняться на поворотах вместе с мотоциклом и было основано на конструкции, запатентованной Янгом.
В 1919 году компания убрала первую букву "Е" в слове "гибкий" и сменила свое название на Flxible Company, поскольку бизнес искал новые возможности для расширения.
После того, как в 1920-х годах стали доступны недорогие автомобили, спрос на мотоциклетных колясок, и в 1924 году Flxible переключилась на производство похоронных машин (катафалков)и машин скорой помощи, которые в основном производились на шасси Buick, но также иногда на шасси Studebaker, Cadillac и REO, а также междугородних автобусов, первоначально (1930-е годы и начало 1940-х годов), построенный на шасси грузовика GMC и оснащенный двигателями Buick Straight 8.

### Чарльз Кеттеринг и General Motors

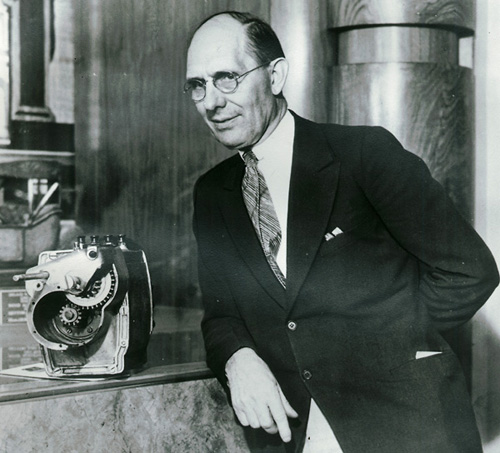
Чарльз Ф. Кеттеринг

Чарльз Кеттеринг, уроженец Лаудонвилля, штат Огайо, и вице-президент General Motors, был тесно связан с Flxible почти всю первую половину существования компании. В 1914 году Flxible была зарегистрирована с помощью Кеттеринга, который затем стал президентом компании и вошёл в совет директоров. Кеттеринг обеспечивал значительное финансирование компании в первые годы её существования, особенно после 1916 года, когда он продал свою фирму, Dayton Engineering Laboratories Company (Delco), GM за 2,5 миллиона долларов. Кеттеринг продолжал занимать пост президента Flxible, пока в 1940 году не стал председателем правления, и эту должность он занимал до своей смерти в 1958 году.
После продажи Delco GM в 1916 году Кеттеринг организовал исследовательскую лабораторию в GM и руководил ею, а к 1950-м годам занимал должность вице-президента GM. В результате тесных отношений Кеттеринга как с GM, так и с Flxible, многие детали GM использовались при производстве автомобилей Flxible, особенно до покупки GM в 1943 году Yellow Coach, конкурирующего производителя автобусов, мажоритарным владельцем которого GM был с 1925 года. Например, большинство машин скорой помощи Flxible, катафалков и автобусов с середины 1920-х по начало 1940-х годов были построены на шасси Buick, а автобусы модели Flxible "Airway" середины 1930-х годов были построены на шасси Chevrolet.

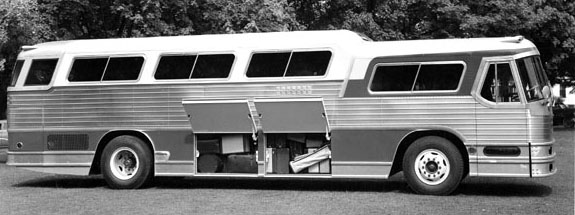
1955 Flxible VistaLiner (VL100)

В 1958 году, в результате постановления о согласии по антимонопольному делу 1956 года Соединённые Штаты против корпорации General Motors , GM было предписано продавать свои компоненты автобусов, двигатели и коробки передач другим производителям бесплатно. Однако в начале 1950-х годов и до принятия указа о согласии Flxible построила небольшое количество автобусов с дизельными двигателями GM, в то время как Кеттеринг все еще работал в совете директоров. Было высказано предположение, что GM, возможно, сделала свои дизельные двигатели доступными для Flxible, чтобы уменьшить критику деловой практики GM, которую некоторые считали монополистической. То же самое было сказано о решении GM в 1960-х и 1970-х годах не выпускать транзитный автобус "New Look" длиной 35 футов (11 м) с 8-цилиндровым двигателем. Однако также возможно, что GM решила не выходить на этот рынок, поскольку потенциальные продажи не оправдывали дополнительных затрат на разработку и производство.  Другим результатом указа о согласии, который не был полностью урегулирован до 1965 года, стало то, что GM было запрещено назначать кого-либо из своих должностных лиц или директоров в качестве должностного лица или директора любой другой компании-производителя автобусов. Это положение относилось бы и к Кеттерингу, если бы он не умер в 1958 году.

### Производство автобусов
В 1953 году Flxible поглотила подразделение по производству автобусов Fageol Twin Coach Company и приняла свой первый заказ на транзитные автобусы от Чикагского транспортного управления. В 1964 году Flxible приобрела компанию Southern Coach Manufacturing Co. из Эвергрина, штат Алабама, и до 1976 года строила небольшие транзитные автобусы на бывшем заводе Southern Coach factory. Flxible была приобретена компанией Rohr Industries в 1970 году, а в 1974 году в Делавэре, штат Огайо, были построены новый завод и штаб-квартира корпорации, при этом первоначальный завод в Лаудонвилле, штат Огайо, использовался для производства деталей и узлов. Flxible была продана корпорации Grumman в 1978 году и стала известна как Grumman Flxible. Название вернулось к Flxible, когда Grumman продал компанию в 1983 году General Automotive Corporation. В 1996 году Flxible объявила о банкротстве, и ее активы были проданы с аукциона. Последние автомобили Flxible были выпущены в 1995 году.

### 870 Проблемы с рамкой "А"
В середине 1980-х годов у нескольких автобусов Grumman 870, эксплуатируемых транспортным управлением Нью-Йорка (NYCTA), появились трещины в днищах в форме буквы "А". Это побудило президента NYCTA Дэвида Ганна вывести весь флот из эксплуатации. Вскоре несколько других компаний сообщили о взломе 870 фреймов "А". Однако проблемы с рамой в первую очередь затронули NYCTA 870s, а не 870s, принадлежащие франчайзи Департамента транспорта города Нью-Йорка, которые были первыми автобусами, построенными с устранением проблемы в следующем году. NYCTA попыталась передать оставшуюся часть своего незавершенного заказа на новые автобусы GM, но ей было запрещено это делать, если они не смогут доказать, что 870-е были неисправны и небезопасны. В конечном счете автобусы были возвращены Flxible, перестроены и перепроданы Queen City Metro и New Jersey Transit. Грумман обвинил в проблемах с NYCTA 870s некачественную практику технического обслуживания NYCTA в то время, несмотря на тот факт, что транзитные компании в Чикаго, Connecticut Transit, Хьюстоне, Лос-Анджелесе и округе Ориндж, Калифорния, также сообщали о проблемах с их 870-м. Несмотря на это, NYCTA заказала пятьдесят автобусов Metro в 1995 году, но Flxible закрыла свои двери до того, как заказ был выполнен, и вместо этого NYCTA получила оставшиеся новые автобусы от Orion.

### Последние транзитные автобусы в эксплуатации
К середине 2010-х годов очень немногие транспортные системы всё ещё эксплуатировали какие-либо гибкие автобусы. Портленд, штат Орегон, компания TriMet вывела из эксплуатации свои последние автобусы Flxible в мае 2015 года,  после чего единственным известным продолжением использования автобусов Flxible в эксплуатации было Региональное транспортное управление Чарльстона (CARTA) в Чарльстоне, Южная Каролина, и Metro Transit в Омахе, Небраска.  Однако летом 2018 года "Омаха" заказала резервные автобусы  и вывела из эксплуатации свои последние автобусы Flxible до конца того же года. Впоследствии CARTA вывела из эксплуатации свои последние автобусы Flxible в октябре 2019 года.

## Инженерная программа
В конце 1990-х годов Flxible внедрила САПР-программу "CATIA" для поддержки производственного проектирования. Они были одними из первых клиентов IBM/Dassault.

## Производство за пределами США

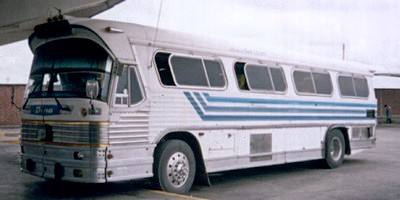
Автобус второго класса мексиканского производства DINA Flxliner, пришвартованный на центральном терминале Силао, Гуанахуато, 2006 год.

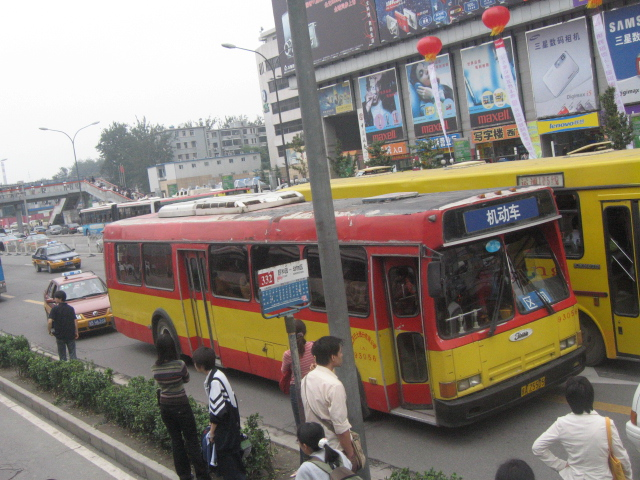
Автобус Changjiang CFC6110GD в Пекине, Китай, демонстрирующий сходство с метро Flxible и имеющий логотип Flxible спереди.

Междугородние автобусы Flxible были популярны в Мексике и странах Латинской Америки. Однако высокие импортные пошлины в эти страны ограничивали продажи. В начале 1960-х годов Flxible начала лицензировать производителя в Мексике, DINA S.A. (Diesel Nacional), на производство междугородних автобусов, спроектированных Flxible, и это продолжалось до конца 1980-х годов. В 1965 и 1966 годах Flxible также выдала лицензию на дизайн транзитных автобусов "New Look" компании Canadair Ltd., производителю самолётов в Виль-Сен-Лоран, Квебек.
В 1994 году материнская компания Flxible, General Automotive Corporation, и три другие американские компании – Roger Penske, Mark IV Industries и Carrier – создали совместное предприятие с китайским производителем Changzhou Changjiang Bus, расположенным в Чанчжоу, провинция Цзянсу, для производства автобусов, основанных на дизайне Flxible Metro и с именем Flxible. Получившаяся в результате компания, China Flxible Auto Corporation, производила автобусы различной длины, от 8 м (26 футов 3 дюйма) до 11 м (36 футов 1 дюйм). Эти автобусы, которые имеют конструкцию как с передним, так и с задним расположением двигателей и имеют лишь общее внешнее сходство с американскими Flxibles, были проданы многим транспортным операторам в крупных городах Китая, включая Пекин и Шанхай. Версия троллейбуса была изготовлена только для одного оператора — троллейбусной системы Ханчжоу, которая закупила 77 единиц в период с конца 1990-х по 2001 год. Для этих транспортных средств компания Changzhou Changjiang поставила шасси и кузова в стиле Metro автобусной компании Hangzhou Changjiang Bus Company (в Ханчжоу), и эта компания оборудовала их как троллейбусы.

## Продукция

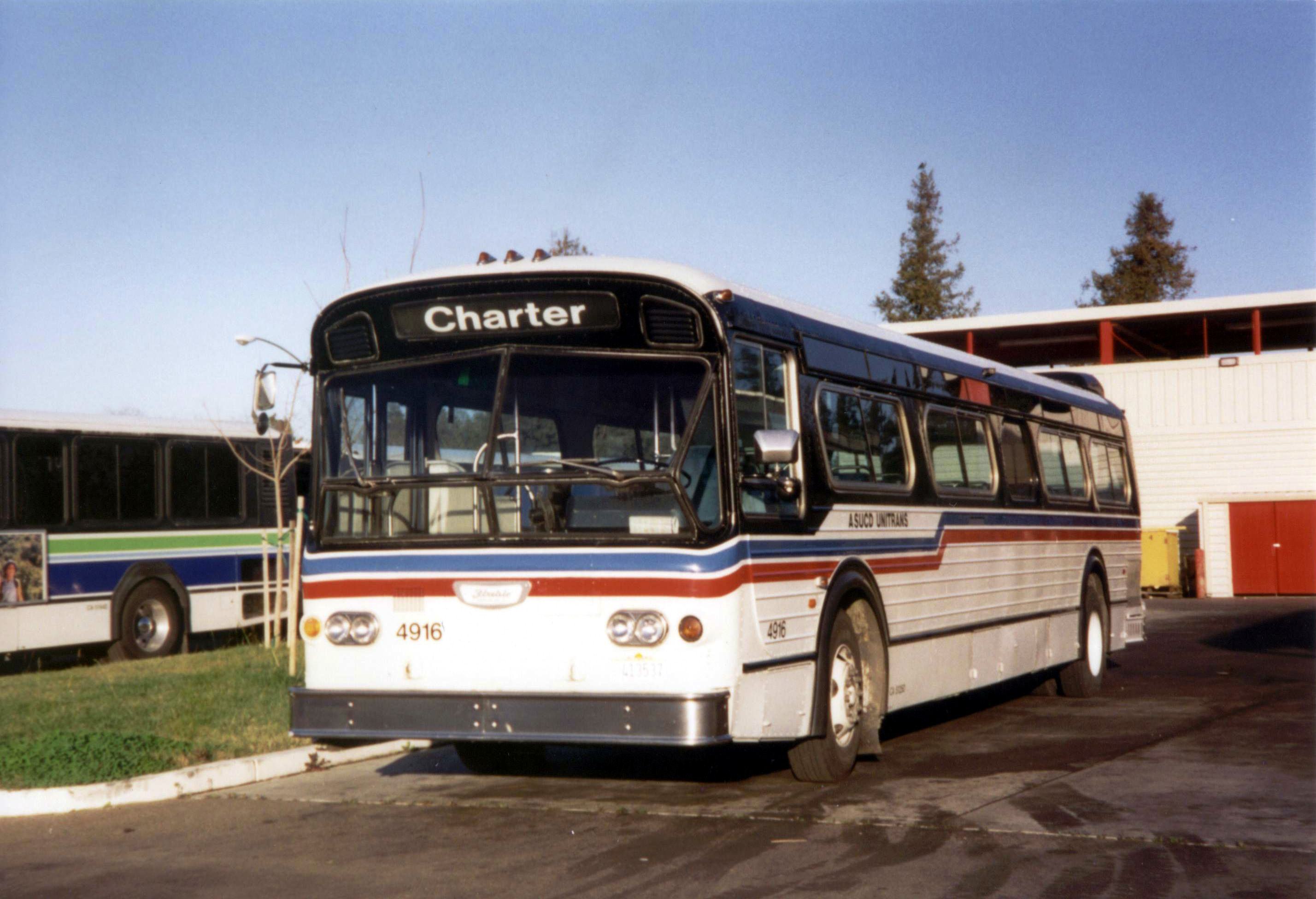
Unitrans Flxible New Look

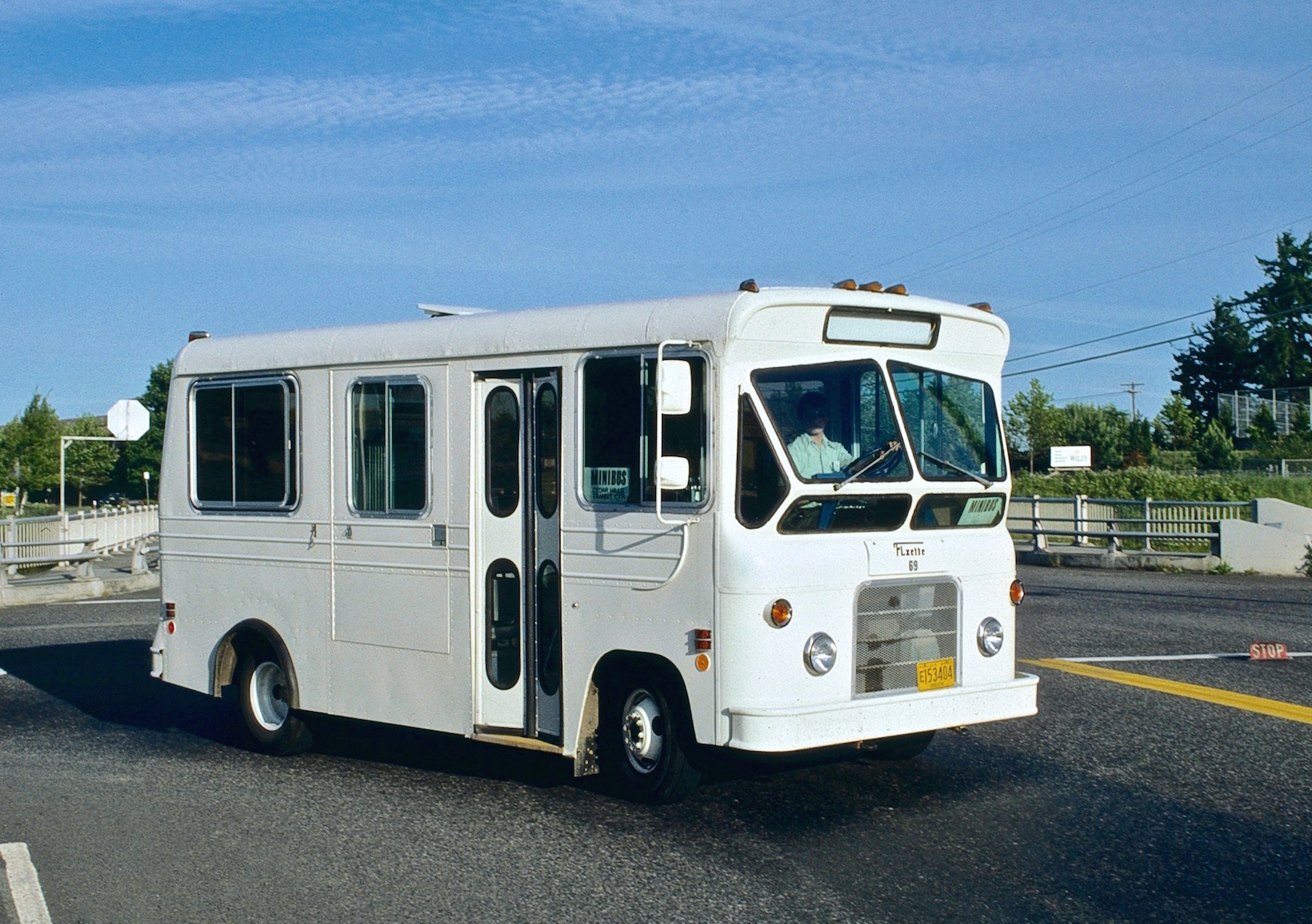
Flxette микроавтобус в 1984

- Мотоциклетная коляска (1913 - начало 1920-х годов)
- Междугородний автобус (1924-1932)
- Похоронный автомобиль (1925-1942, 1946-1952, 1959-1964)
- Скорая помощь (1925-1952, 1946-1952, 1959-1964)
- Междугородний автобус "Airway" (1932-1936)
- Междугородний автобус "Clipper" (1937-1942, 1944-1950)
- Запчасти для кораблей Liberty, танков M4, истребителей F4U Corsair и дирижаблей Goodyear типа "L" (1942-1945)
- Междугородний автобус "Airporter" (1946-1950)
- Междугородний автобус "С-1" (1950)
- Междугородний автобус "VisiCoach" (1950-1958)
- Транзитный автобус FL "Fageoliner" (1953-1954)
- Транзитный автобус FT "Flxible Twin" (1953-1959)
- Двухуровневый междугородний автобус VL-100 "VistaLiner" (1954-1959)
- Междугородний автобус "StarLiner" (1957-1967)
- Междугородний автобус "Hi-Level" (1959-1962)
- Транзитный автобус "New Look" (1960-1978)
- Междугородний автобус "FlxLiner" (1963-1969)
- Легкий транзитный автобус "Flxette" (1964-1976)
- Крейсерский дом на колесах "Flxible" (1967-1969)
- Транзитный автобус 870 "Advanced Design Bus" (1978-1982)
- МЕТРО "Advanced Design Bus" (1983-1996); МЕТРО "A" (1983-1987), МЕТРО "B" (1988-1991), МЕТРО "C" (1992), МЕТРО "D" (1993-1994) и МЕТРО "E" (1995-1996)

### Переоборудование "Buick"

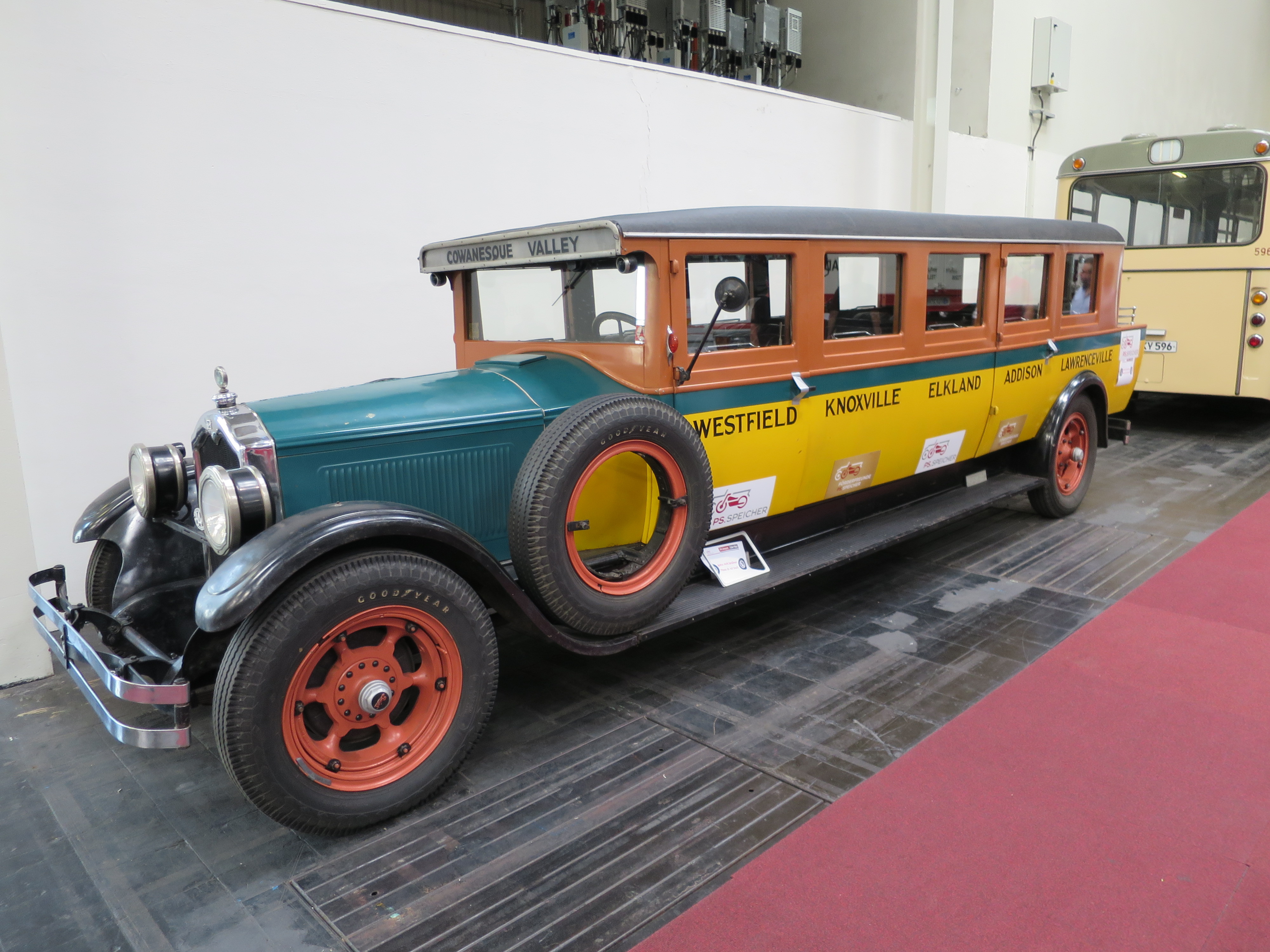
1927 motorbus
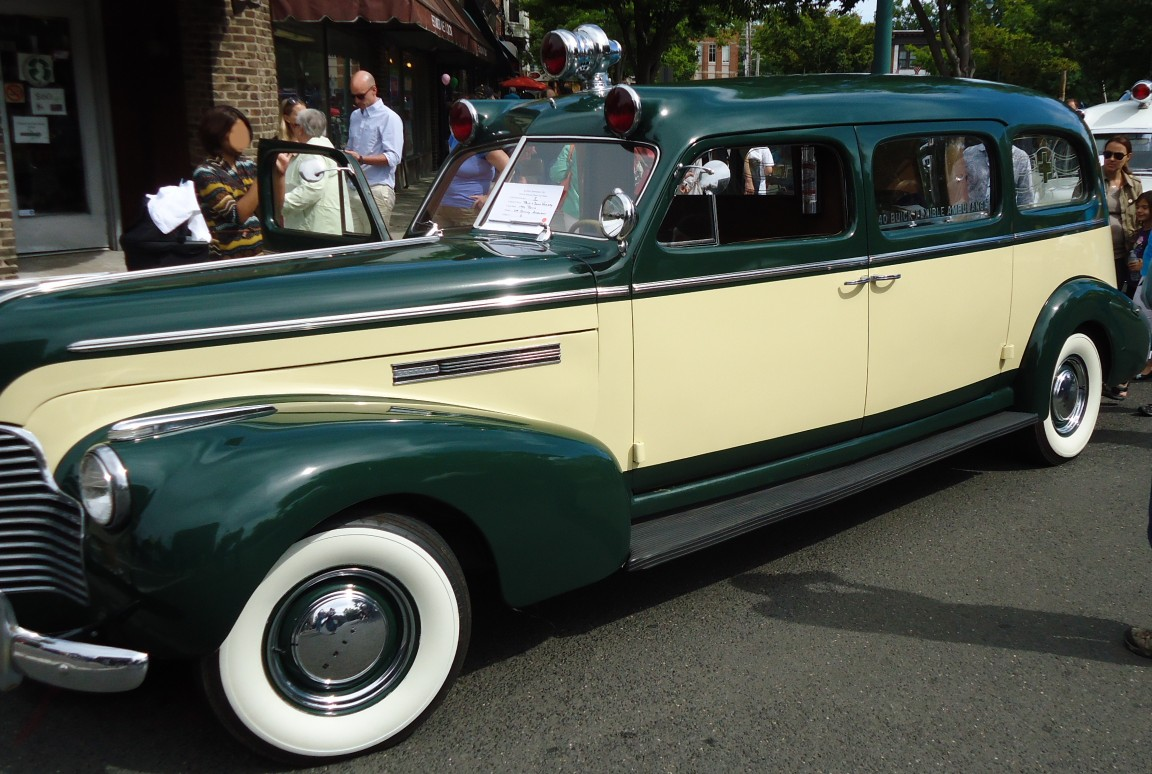
1940 ambulance
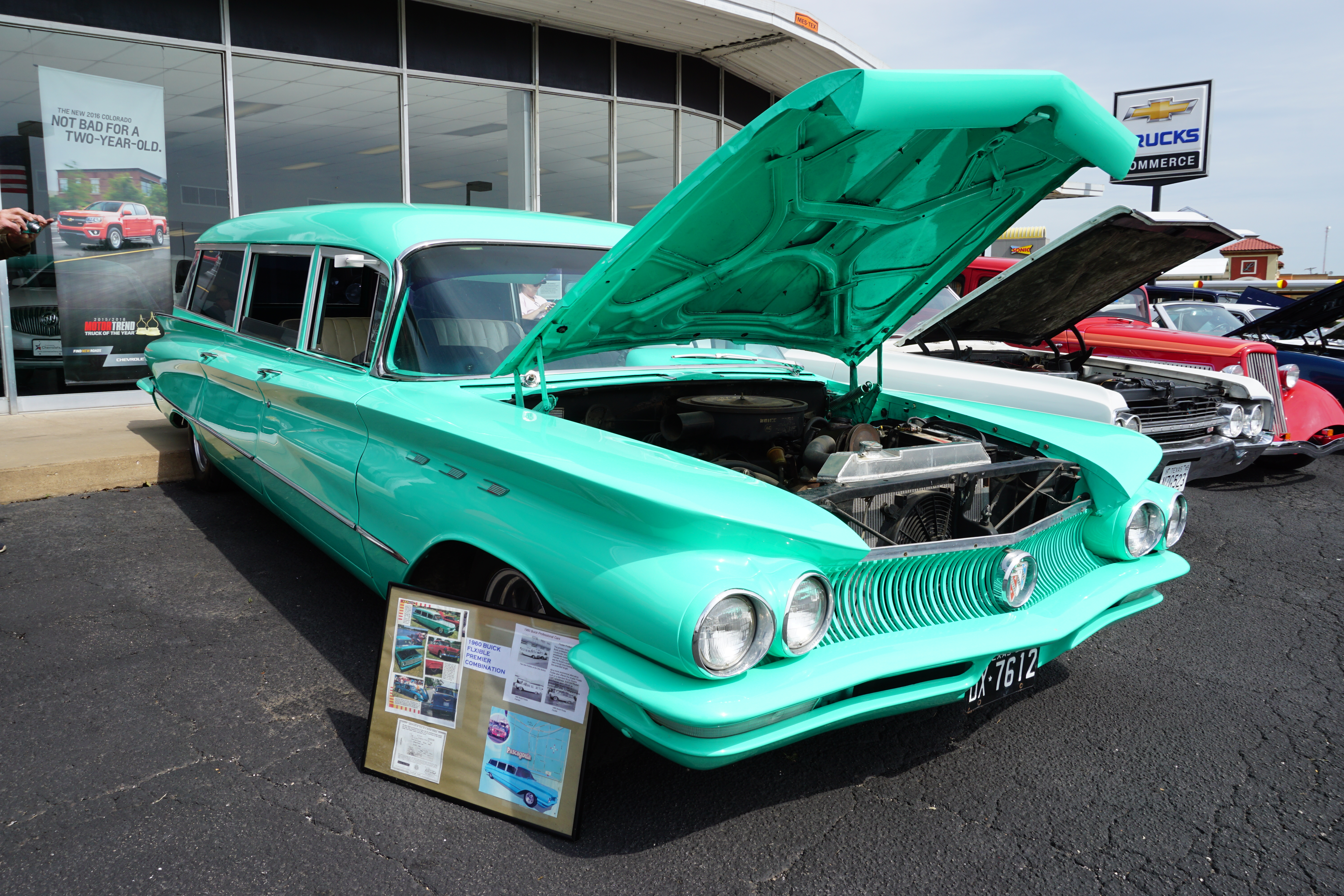
1960 hearse
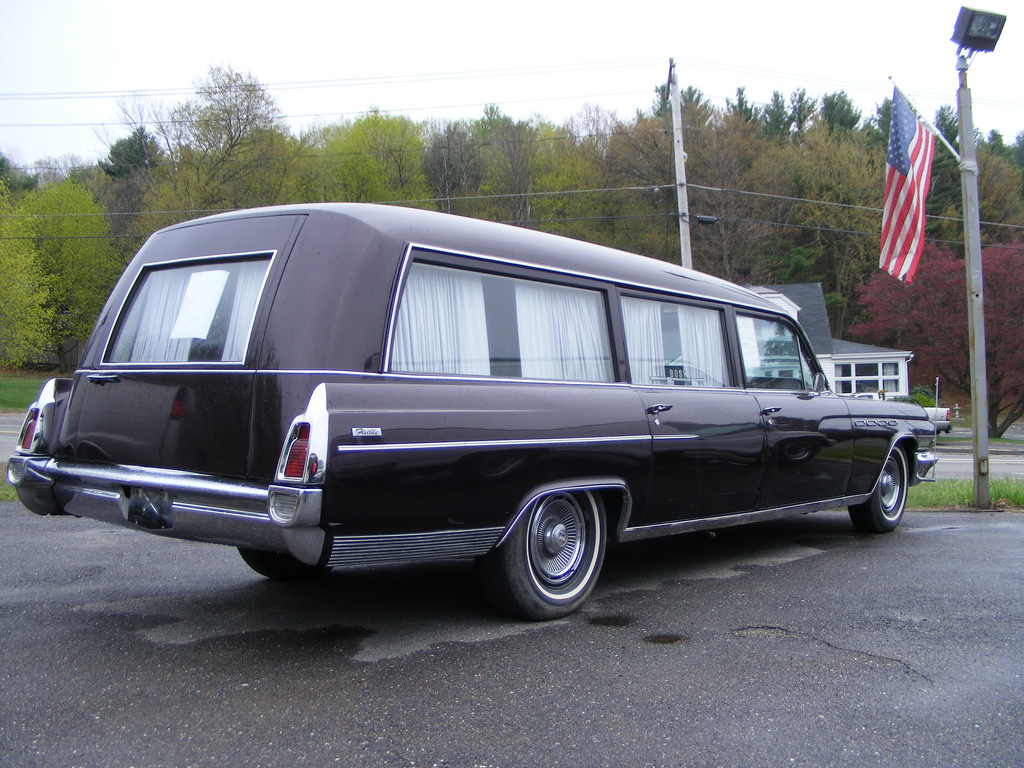
1963 hearse

## Международные владельцы Flxible

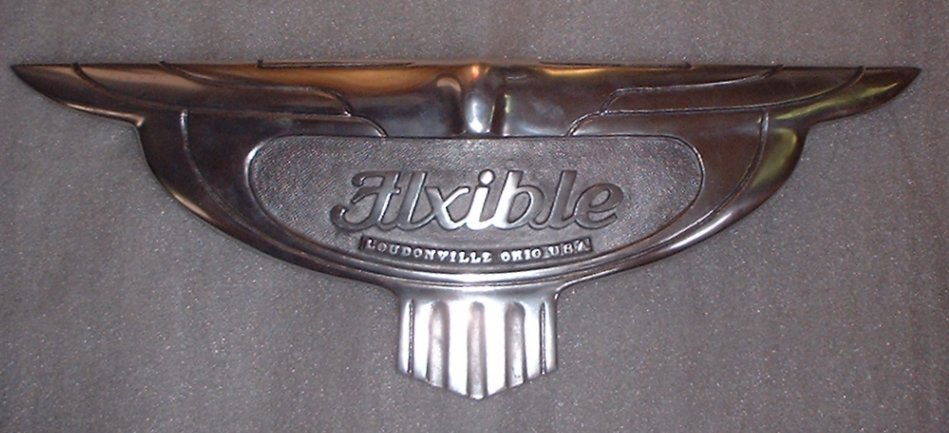
Логотип Clipper-era Flxible

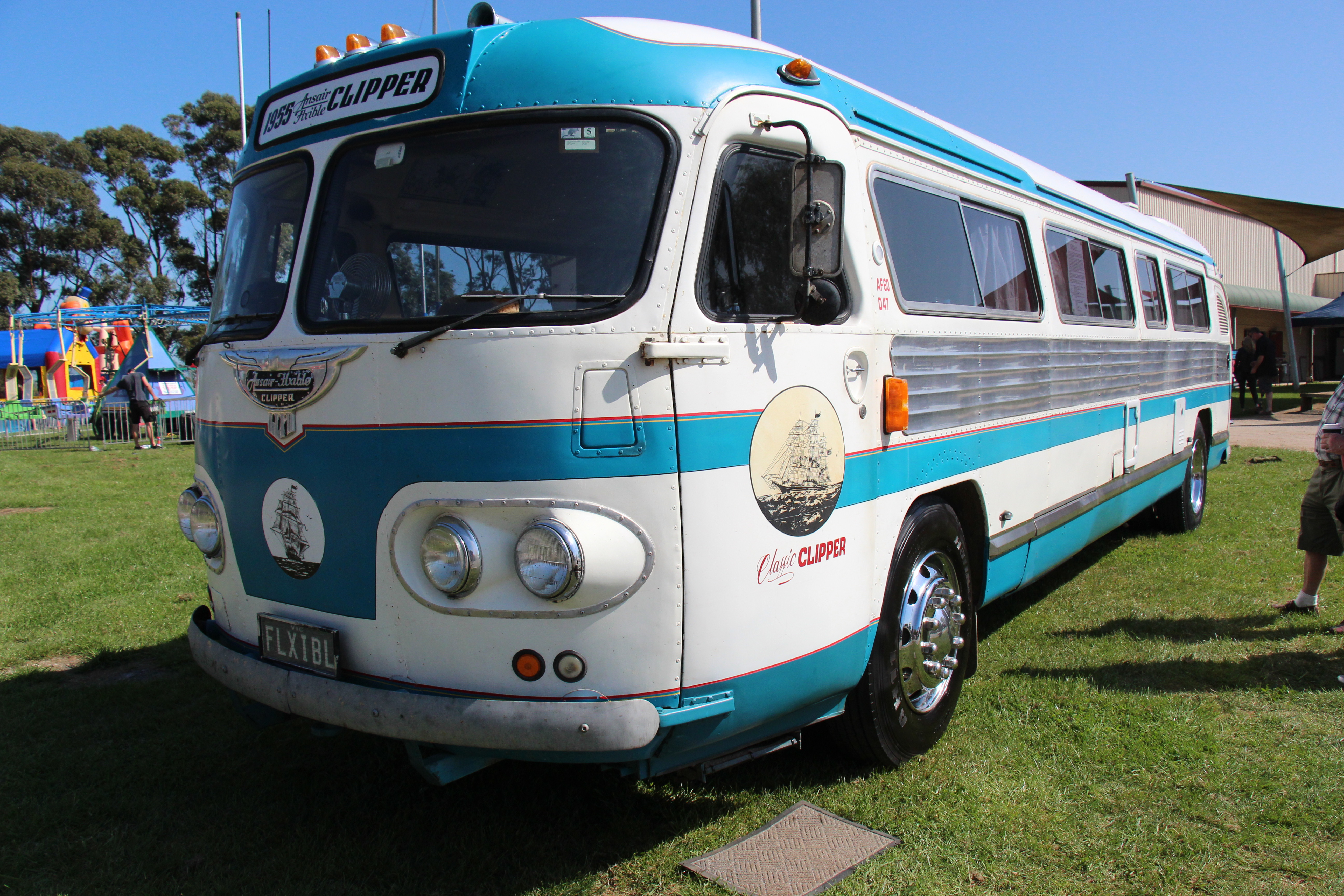
Один из 131 австралийских built Clippers

Международная организация владельцев Flxible (см. внешнюю ссылку) была основана в середине 1980-х годов как ответвление Ассоциации семейных автобусов и занимается сохранением автобусов дальнего следования, производимых компанией Flxible. Организация проводит ралли в Лаудонвилле раз в два года, в чётные годы и обычно в середине июля, где можно увидеть множество сохранившихся подвижных составов и автобусов.
Большинство автомобилей, принадлежащих членам клуба, относятся к серии Clipper (Clipper, Visicoach, Starliner), которые выпускались с 1930-х по 1967 год. Тем не менее, существует также довольно много "не-клиперных" автобусов Flxible, которые принадлежат, обслуживаются и эксплуатируются гордыми владельцами Flxible. Сюда входят Starliner, VL100 (VistaLiner), Hi Level и Flxliner, а также некоторые из более современных транзитных автобусов. Большинство из этих транспортных средств были переоборудованы в дома на колёсах; однако всё ещё есть несколько примеров сидячих автобусов, принадлежащих членам клуба.

## Дальнейшее чтение
- Crandall, Robert W.; Elzinga, Kenneth G. (24 апреля 2002). Injunctive Relief in Sherman Act Monopolization Cases (PDF). Journal of Research in Law and Economics. The Brookings Institution: 68–81. Архивировано из оригинала (PDF) 1 января 2007. Дата обращения: 4 февраля 2007.
- Georgano, G.N., Editor (1978). The Complete Encyclopedia of Commercial Vehicles. Krause Publications. ISBN 0-87341-024-6.
- Ebert, Robert R. (2001). Flxible: A History of the Bus and the Company, Yellow Springs, OH: Antique Power, Inc. ISBN 0-9660751-2-9.
- Luke, William A. (2003). Flxible Intercity Buses: 1924–1970 Photo Archive, Hudson, WI: Iconografix. ISBN 1-58388-108-5.
- Luke, William A. & Metler, Linda L. (2005). City Transit Buses of the 20th Century, Hudson, WI: Iconografix. ISBN 1-58388-146-8.
- Luke, William A. & Metler, Linda L. (2004). Highway Buses of the 20th Century, Hudson, WI: Iconografix. ISBN 1-58388-121-2.
- McKane, John (2001). Flxible Transit Buses: 1953–1995 Photo Archive, Hudson, WI: Iconografix. ISBN 1-58388-053-4.
- McKane, John H. & Squier, Gerald L. (2006). Welcome Aboard the GM New Look Bus, Hudson, WI: Iconografix. ISBN 1-58388-167-0

McPherson, Thomas A.  (1993) "Flxible Professional Vehicles: The Complete History" Toronto, Ontario, Specialty Vehicle Press, ISBN
- Plachno, Larry. Back to the Futurliners (PDF). National Bus Trader (February, 2001). National Bus Trader, Inc.: 16. Архивировано из оригинала (PDF) 10 ноября 2006. Дата обращения: 7 февраля 2007.
- Stauss, Ed (1988). The Bus World Encyclopedia of Buses, Woodland Hills, CA: Stauss Publications. ISBN 0-9619830-0-0.
- History and Analysis of the Flxible Company, bw.edu, retrieved on 2007-02-07.
- Ohio Museum of Transportation, omot.org, retrieved on 2007-02-04.
- Ohio Museum of Transportation – Flxible Transit Coach Production Lists, omot.org, archived on 2005-08-28 on archive.org, retrieved on 2007-02-04.

## Внешние ссылки
- The Cleo Redd Fisher Museum, the official repository of the Flxible Company Archives
- Images of Flxible buses in busexplorer.com (Dead link, Feb 10, 2017)
- Flxible Owners International, an organization dedicated to the preservation of Flxible buses and coaches

Шаблон:North American bus builders